# Дюмонсо, Жан-Батист
Жан-Батист Дюмонсо (фр. Jean-Baptiste Dumonceau; 1760—1821) — французский дивизионный генерал (1810 год), маршал Голландии (1807 год), граф (1811 год), депутат Генеральных штатов Нидерландов, участник революционных и наполеоновских войн. Имя генерала выбито на Триумфальной арке в Париже.

## Биография
Родился 7 ноября 1760 года в Брюсселе. Учился на архитектора.
Когда в 1787 году вспыхнули первые беспорядки в Бельгии, Дюмонсо вступил в одну из волонтёрных рот и так проявил себя на военном поприще, что вскоре ему было вверено начальство над особым отрядом, который по цвету мундира был назван канарейками. Дюмонсо отличился со своим отрядом при переправе через Маас, где был ранен и в сражении при Тальманье, которым кончилась эта кампания.
Сделавшись подозрительным в глазах австрийского правительства, Дюмонсо бежал во Францию, где с 15 июня 1792 года состоял в бельгийском легионе в звании подполковника. С 1792 по 1795 годы служил в Северной армии и отличился храбростью. В сражении при Жемаппе он взял Кареньонский редут. 8 февраля 1793 года получил звание полковника. Затем сражался при Неервиндене, истребил голландский отряд между Лиллем и Турне и в первой половине 1793 года был уже бригадным генералом (по другим данным произведён 29 января 1794 года).
Ему и генералу Ренье приписывают план завоевания Нидерландов, исполненный впоследствии Пишегрю. Дюмонсо разделял славу этого генерала, был первым комендантом Амстердама и на этом посту успел снискать уважение голландцев так, что новое батавское правительство предложило ему вступить в свою службу. С согласия французов, он в 1796 году перешёл в голландские войска генерал-лейтенантом и когда в 1799 году русские и англичане сделали высадку в Голландии сражался против них. В особенности отличился в битве при Бергене.
В 1800 году Дюмонсо был начальником батавского контингента в Франконии и управлял осадой Мариенбургской цитадели при Вюрцбурге. 13 июня 1803 года назначен главнокомандующим голландской армией.
В 1805 году Дюмонсо было поручено преобразовать голландские войска. Справившись с этой задачей он потом начальствовал батавской дивизией, которая долженствовала участвовать в высадке французов в Англию. По преобразовании Голландии в королевство, король Людовик Наполеон назначил Дюмонсо посланником в Париж, но в 1806 году вернул его в армию и возвёл в достоинство маршала.
После похода 1806—1807 годов в Померанию, где Дюмонсо действовал против шведских войск, он был назначен членом Государственного совета и государственным канцлером по военным делам. В 1809 году он действовал против англичан, сделавших высадку на остров Валхерн. В 1810 году получил титул графа Бергенского. По присоединении Голландии к Франции, Наполеон 11 ноября призвал его к себе, возвёл в достоинство графа Франции, пожаловал орден Почётного легиона, дал чин дивизионного генерала и 17 декабря назначил командиром 2-й дивизии.
В кампании 1813 года Дюмонсо отличился тем, что спас остатки корпуса Вандамма, разгромленного при Кульме. В сражении при Пирне нанёс поражение русскому корпусу. В сражении при Дрездене он также блестяще проявил себя, однако 11 ноября он в Дрездене капитулировал перед союзниками и сдался в плен.
Дюмонсо вернулся во Францию только после восстановления Бурбонов. Людовик XVIII утвердил его во всех титулах и достоинствах, пожаловал ему орден Св. Людовика и назначил опять начальником 2-й дивизии.
Во время Ста дней он бездеятельно находился в Мезьере, но после Ватерлоо вышел в отставку и удалился в Нидерланды. Там он был помощником короля Виллема I и 15 марта избрался во вторую палату Генеральных штатов от Южного Брабанта. Жил в Брюсселе, скончался в Форе под Брюсселем 29 декабря 1821 года.
В его честь названа улица в Брюсселе. Французские, бельгийские и голландские графы дю Монсо являются его потомками.

## Воинские звания
- Драгун (май 1787 года);
- Младший лейтенант (октябрь 1789 года);
- Лейтенант (ноябрь 1789 года);
- Капитан (январь 1790 года);
- Майор (10 июня 1790 года);
- Подполковник (ноябрь 1790 года);
- Полковник (8 февраля 1793 года);
- Бригадный генерал (16 октября 1793 года, утверждён 28 января 1794 года);
- Генерал-лейтенант (11 июня 1795 года);
- Маршал Голландии (21 декабря 1806 года).

## Титулы
- Граф Бергендал и Империи (фр. comte Bergendael et de l'Empire; декрет от 18 января 1811 года, патент подтверждён 2 мая 1811 года в Сен-Клу)[1][2].

## Награды
Большой крест голландского королевского ордена Единства (16 февраля 1807 года)
 Большой крест баденского ордена Верности (ноябрь 1807 года)
 Офицер ордена Почётного легиона (5 января 1811 года)
 Коммандан ордена Почётного легиона (30 июня 1811 года)
 Большой крест ордена Воссоединения (22 февраля 1812 года)
 Кавалер военного ордена Святого Людовика (27 июня 1814 года)
 Великий офицер ордена Почётного легиона (23 августа 1814 года)